# Sveriges Radios julkalender
Sveriges Radios julkalender, radiokalendern, är ett program som sänds i Sveriges Radio. Den första sändes 1957 och hette "Barnens adventskalender". Åren 1960–1972 samsände SR och Sveriges Radio-TV samma julkalendrar, ibland med olika namn. Sedan 1973 har kalendrarna varit olika för radio och TV. Undantaget var då man 1976 repriserade Gumman som blev liten som en tesked i både SR och SVT. 2008 hade radions julkalender samma huvudpersoner som julkalendern i TV, men handlingen skilde sig åt.
Idén att göra en julkalender i radio föddes när radiomannen Rolf Bergström såg Sveriges flickors scoutförbunds årliga adventskalender i oktober 1957.

## Julkalendrar i Sveriges Radio genom tiderna
| År   | Titel                                 | CD-utgåva       | Tecknare av papperskalendern    | Anmärkningar |
| ---- | ------------------------------------- | --------------- | ------------------------------- | --- |
| 1957 | Barnens adventskalender               | –               | Einar Lagerwall                 | |
| 1958 | Julbestyr på en bondgård              | –               | Sören Linde                     | |
| 1959 | I trollskogen                         | –               | Einar Norelius                  | |
| 1960 | Barnens adventskalender               | –               | Thor Lindmark                   | Premiären var den 27 november och inte 1 december. Anledningen till detta var att man vid denna tid inledde kalendern på första advent och inte alltid den 1 december. Eftersom man vid denna tid inte sände tv på onsdagar råkade serien därmed ändå få 24 avsnitt. |
| 1961 | Julbåten Juliana                      | –               | Marie-Louise Piehl              | |
| 1962 | Tomtefamiljen i Storskogen            | –               | Gunilla Hansson                 | |
| 1963 | Den tänkande brevbäraren              | –               | Ilon Wikland                    | Denna kalender är även känd som Brevbäraren vid Radiogränd (i TV hette den Brevbäraren vid TV-gatan) och brevbäraren spelades av Sören Alm. |
| 1964 | En gård nära Tomteskogen i Vilhelmina | –               | Ingrid Jenssen                  | I TV hette kalendern Lill-Stina på reportage i Storskogen. |
| 1965 | Farbror Pekkas handelsbod             | –               | Inga Borg                       | Den då folkkäre Pekka Langer hade en handelsbod ute i skogen. |
| 1966 | En jul för 50 år sedan                | –               | Ulf Löfgren                     | I TV hette kalendern En småstad vid seklets början. |
| 1967 | Gumman som blev liten som en tesked   | 12 oktober 2011 | Björn Berg                      | Birgitta Andersson spelade Teskedsgumman och Carl-Gustaf Lindstedt hennes make. Serien bestod av 22 avsnitt och började den 3 december. 1973 gjordes nya tv-avsnitt i färg i en serie, som hette Teskedsgumman, men som inte var julkalender.                        |
| 1968 | Klart spår till Tomteboda             | –               | Eric Palmquist                  | |
| 1969 | Herkules Jonssons storverk            | 12 oktober 2011 | Per Åhlin                       | Pojken Herkules Jonsson spelades av James Dickson, medan hans pappa "Bara Jonsson" spelades av Tage Danielsson, som också låg bakom serien. Serien bestod av 25 avsnitt och började 30 november.                                                                     |
| 1970 | Regnbågslandet                        | –               | Robert Benson                   | |
| 1971 | Broster Broster                       | –               | Kaj och Per Beckman             | En familj väntar barn till jul, men eftersom man inte vet om det ska bli en bror eller syster sätter man ihop orden till "broster". |
| 1972 | När sagan blommade                    | –               | Torsten Bergentz                | I TV hette kalendern Barnen i Höjden. |
| 1973 | Tjong i baljan!                       | –               | Ilon Wikland                    | Kalendern handlade om Thomas Funcks skapelser Kalle Stropp och Grodan Boll. Programledare var Televinkens mamma Anita Lindman. Detta var första gången det inte var samma kalender i TV och radio.                                                                   |
| 1974 | Frida och farfar                      | –               | Eric Werner                     | |
| 1975 | Albert och Evelina                    | –               | Barbro Hennius                  | Albert (röst av Peter Harryson) och Evelina (röst av Gunilla Åkesson) var två clowner, som inte visste vad jul var och bestämde sig för att ta reda på det. |
| 1976 | Gumman som blev liten som en tesked   | 12 oktober 2011 | Björn Berg                      | Repris från 1967. |
| 1977 | Tomtar på loftet                      | –               | Bengt Elde                      | |
| 1978 | Sagor från Blåbärsberget              | –               | Ellen Auensen                   | |
| 1979 | Gammelfarmors chiffonjé               | –               | Folke Nordlander                | |
| 1980 | Liv i luckan                          | –               | Ilon Wikland                    | |
| 1981 | Jakten på julen                       | –               | Gunnar Bernstrup                | |
| 1982 | Ett skepp kommer lastat               | –               | Jan Lööf                        | |
| 1983 | Pricken Jansson knackar på            | –               | Sven Nordqvist                  | |
| 1984 | Kulänglarna                           | –               | Henrik Nyberg och Svante Lundin | |
| 1985 | Skäggstölden på Kråkebohöjden         | –               | Inga Borg                       | |
| 1986 | Bland tomtar och troll                | 12 oktober 2011 | Veronica Leo                    | |
| 1987 | Skor-Sten i den tidlösa tiden         | –               | Reijo Stävenborg                | |
| 1988 | Trollet med den gula kepsen           | 12 oktober 2011 | Anna-Clara Tidholm              | |
| 1989 | Beatrice                              | –               | Leif Åbjörnsson                 | |
| 1990 | Kråkan och Mamma Mu                   | 12 oktober 2011 | Sven Nordqvist                  | |
| 1991 | Bäjkån och Bällman                    | 7 november 2012 | Gunna Grähs                     | |
| 1992 | Joels jul                             | –               | Christina Alvner                | |
| 1993 | Grod jul på Näsbrännan                | 12 oktober 2011 | Karin Lundmark                  | |
| 1994 | Hertig Hans slott                     | –               | Peter Johnsson                  | |
| 1995 | Hotell Pepparkaka                     | –               | Anna Walfridsson                | |
| 1996 | Bråkar och Johanna                    | –               | Malgorzata Piotrowska           | |
| 1997 | Gumman som blev liten som en tesked   | 12 oktober 2011 | Björn Berg                      | Repris från 1976. |
| 1998 | Familjen Anderssons sjuka jul         | 12 oktober 2011 | Magnus Carlsson                 | |
| 1999 | Det snöar i Indianien                 | –               | Catarina Kruusval               | |
| 2000 | Snälla Py                             | –               | Pija Lindenbaum                 | |
| 2001 | Allans och Martins julradioshow       | –               | Stina Wirsén                    | |
| 2002 | Whitney och Elton Johansson           | 12 oktober 2011 | Pål Eneroth                     | |
| 2003 | Samma gamla visa                      | –               | Erica Jacobson                  | |
| 2004 | Hjärtats hjältar                      | –               | Per Gustavsson                  | |
| 2005 | Den mytiska medaljongen               | –               | Lisa Rydberg                    | |
| 2006 | Toivos kosmos                         | –               | Ulf Ragnarsson                  | |
| 2007 | Gumman som blev liten som en tesked   | 12 oktober 2011 | Björn Berg                      | Repris från 1997. |
| 2008 | Klappkampen                           | –               | Peter Nyrell                    | Samma figurer som i årets tv-kalender Skägget i brevlådan, men med ett annat äventyr. |
| 2009 | Nelly Rapp - En gastkramande jul      | 7 november 2012 | Lovisa Lesse                    | Lesses teckning av kalendern var baserad på Christina Alvners illustrationer av böckerna |
| 2010 | De vilda helgonen                     | –               | Maria Sandberg                  | |
| 2011 | Allt du önskar                        | –               | Peter Bergting                  | |
| 2012 | Siri och ishavspiraterna              | –               | Alexander Jansson               | |
| 2013 | Alla barnen firar jul                 | –               | Johan Unenge                    | |
| 2014 | High Tower                            | –               | Anna Westin                     | |
| 2015 | Månsaråttan                           | –               | Gabrielle Nilsson               | |
| 2016 | Lyckoborgen                           | –               | Stina Lövkvist                  | |
| 2017 | Marvinter                             | –               | Arslan Tursic                   | |
| 2018 | Tonje i Glimmerdalen                  | –               | Katarina Strömgård              | |
| 2019 | Biggest Bang                          | –               | Anna Sandler                    | |
| 2020 | Knäckarbanketten                      | –               | Emil Maxén                      | |
| 2021 | Spero                                 | –               | Andrea Femerstrand              | |
| 2022 | Bergvaktarens hemlighet               | –               | Mattias Olsson                  | |
| 2023 | Tjuven på Nikolaus läroverk           | –               | Lina Neidestam                  | |
| 2024 | Mirakelsyskonen                       | –               | Moa Wallin                      | |
| 2025 | Spökjul på Dimmeborg                  | –               | Sofia Falkenhem                 | |